# 徐采栋
徐采栋（1919年3月27日—2016年4月14日），男，江西奉新人，中国冶金物理化学家、有色冶金专家。

## 生平
1943年毕业于交通大学唐山工学院。1949年获法国格罗布电化电冶高等工业学院博士学位。1958年至1978年，任贵州工学院副院长兼冶金系主任，贵州省科协副主席。1978年至1993年，先后任贵州省科学院副院长、院长，贵州省广播电视大学校长，贵州省副省长，九三学社中央副主席。1980年，当选为中国科学院学部委员（院士）。1993年后任九三学社中央常务副主席、名誉副主席，贵州大学校长。2016年4月14日去世。